# Gudovac
Gudovac is een plaats in de gemeente Bjelovar in de Kroatische provincie Bjelovar-Bilogora. De plaats telt 1107 inwoners (2001).